# ウベハウス東日本
株式会社ウベハウス東日本（ウベハウスひがしにほん）は、群馬県高崎市に本社を置く日本の住宅メーカー。

## 概要
1984年、宇部興産（現：UBE）の代理店、コンクリート住宅専門のハウスメーカー「株式会社ウベハウス群馬」として設立。1998年には、株式会社ウベハウス北海道の経営権を宇部興産から譲受され、社名を株式会社ウベハウス東日本へ変更した。
群馬県にある本社では主に公共事業建設業、賃貸住宅の管理・企画・仲介、土地建物の売買仲介、札幌支店では札幌市及び近郊（小樽、江別、北広島、恵庭、石狩、千歳、岩見沢など）でコンクリート注文住宅の建築・施工のみを行っている。

## 事業所
- 本社：〒370-0018　群馬県高崎市新保町1665-1　反町ビル6階
- 支店：〒065-0016　札幌市東区北16条東18丁目1-7　ファーストステージN16 1F

## 沿革
- 1984年 - 宇部興産の住宅販売代理店として株式会社ウベハウス群馬を設立。
- 1998年 - 株式会社ウベハウス北海道の経営権を譲受され、社名を株式会社ウベハウス東日本へ変更。
- 2014年 - 札幌支店を現在地へ移転。